# Piccolino (албум)
| Професионални рејтинг | Професионални рејтинг |
| Резултати             | Резултати             |
| Извор                 | Рејтинг               |
| --------------------- | --------------------- |
| AllMusic              | [ 2 ]                 |

Piccolino је студијски албум италијанске певачице Мине, објављен 2011. године за издавачке куће PDU.

## Списак пјесама
Стандардно издање
1. Compagna di Viaggio — 4:11
2. Matrioska — 4:11
3. Questa Canzone — 3:23
4. Ainda Bem — 4:10
5. Brucio di Te — 4:15
6. Canzone Maledetta — 4:18
7. L’uomo dell'Autunno — 4:42
8. Fuori Città — 4:32
9. Fly Away — 4:06
10. E Così Sia — 5:25

Бонус песме deluxe издања
1. Only This Song — 3:36
2. Rattarira — 3:41
3. Armoniche Convergenze — 4:40
4. Dr. Roberto — 4:08

## Позиције на листама

### Недељне листе
| Листа (2011)   | Највиша позиција |
| -------------- | ---------------- |
| Италија (FIMI) | 6                |

### Годишње листе
| Листа (2011)   | Позиција |
| -------------- | -------- |
| Италија (FIMI) | 49       |

## Сертификације и продаја
| Држава         | Сертификација | Продаја |
| -------------- | ------------- | ------- |
| Италија (FIMI) | Златан        | 30.000  |